# Epectaptera umbrescens
Epectaptera umbrescens är en fjärilsart som beskrevs av William Schaus 1905. Epectaptera umbrescens ingår i släktet Epectaptera och familjen björnspinnare. Inga underarter finns listade i Catalogue of Life.